# Gorgias
Gorgias (græsk: Γοργίας) (ca. 485 f.Kr. – 380 f.Kr.) var en græsk førsokratisk filosof og retoriker fra Leontinoi på Sicilien, muligvis en elev af Empedokles.

## Baggrund
Gorgias kom til Athen som diplomatisk sendebud med anmodning om støtte til Leontinoi imod Syrakus, og rejste efterhånden meget omkring i den græske verden. Han fik stort ry som retoriker - nok med baggrund i sin erfaring som diplomat, hvor han måtte udvise smidighed og tilpasning til de forskellige kulturer, han kom i kontakt med.
Han var blandt de første til at bruge attisk græsk som litteratursprog. Han er kendt for sine ekstreme synspunkter angående erkendelse. Mest kendt er han som Sokrates' modstander i Platons dialog Gorgias, men vi har også overleveret to af hans egne skrifter – Lovtale til Helene og Forsvar af Palamedes, samt de to fragmenter Om ikke-eksistens og Epitaphios.
Platons fremstilling af Gorgias er en karikatur for at demonstrere, at den sofistiske retorik står i modsætningsforhold til Platons begrebsrealistiske lære, som ser sofisternes retoriske sprogspil som skadelige for projektet om at opnå sand viden. I forskningen er det omstridt, om Gorgias kan kaldes sofist. Der er betydelig forskel mellem Gorgias' ideer, som de fremstilles af Platon, og den historiske Gorgias.

## Teser
Gorgias' egne tekster viser ham som en epistemologisk relativist, der mener, at sandheden ikke kan erkendes udenfor den sprogskabte virkelighed. Gorgias' Om ikke-eksistens er kun overleveret i tredje hånd, i parafraser af filosoffen Sextus Empiricus i hans Imod professorerne og i det anonyme skrift Om Melissus, Xenophanes og Gorgias. Ingen af de to værker indholder den fulde tekst, og de to parafraser komplimenterer hinanden.
I Om ikke-eksistens opstillede Gorgias tre paradoksale teser der udtrykker hans erkendelsesfilosofi:
1. Intet eksisterer.
2. Hvis noget eksisterer, kan vi ikke erkende det.
3. Hvis vi kan erkende noget, kan vi ikke udtrykke det.

Gorgias' teser afviser eleaterne Parmenides' og Zenons ontologi, der argumenterede for, at såfremt noget "er", må det betyde, at det er evigt og uforanderligt. Samtidig præsenterer de Gorgias' syn på sproget som et centralt redskab for erkendelse. På grund af den første tese, der hævder, at intet eksisterer, er Gorgias blevet betegnet som nihilist; det er dog ikke en dækkende definition af hans argument. Gorgias' argument er snarere en modsigelse af den senere cartesianske tese om, at tanke og eksistens er det samme. Gorgias hævder, at dette ikke kan være tilfældet, fordi vi ikke kan få ting til at eksistere ved tankens kraft. Gorgias' tese skal derfor ikke tolkes som en benægtelse af eksistens, men som en bekræftelse af eksistensen af "intet", altså muligheden for ikke-eksistens af de ting, som findes i vor tanke.
Gorgias fremstår som en udpræget skeptiker ved sin tvivl om menneskets mulighed for sikker erkendelse om virkeligheden. Han er derigennem en tydelig forløber til skepticismen, der har sit ophav hos filosoffen Pyrrhon fra Elis. Gorgias bidrog til at trække den sofistiske relativisme i retning af skepticisme netop ved sin grundlæggende påstand om at mennesker, med vor begrænsede erfaring og vore usikre sanser, ikke så let kan vide, hvad der sandt. Vi bør derfor afholde fra at tale om "sandhed" overhovedet. Når Gorgias et sted går så langt som til at påstå, at "intet er til", kan det være ment som en kvikhed i møde med sofisters og filosoffers absurde påstande; Gorgias introducerede nemlig også slagordet om, at man skal "tilintetgøre sin modstanders alvor med latter, og hans latter med alvor". Det kan minde om Piet Heins velkendte gruk om at "den, der kun ta'r spøg for spøg, og alvor kun alvorligt, har faktisk fattet begge dele dårligt".

## Øvrige tekster
I Lovtale til Helene forsvarer Gorgias Helene af Troja imod en lang literær tradition, der anklagede hende for troløshed og forræderi, da hun lod sig besnære af prins Paris, forlod sin ægtemand Menelaos og sendte sit hjemland Sparta ud i en lang og opslidende krig. Gorgias argumenterede for, at der kun var fire mulige forklaringer på hendes forræderi imod Sparta – enten handlede hun under guddommelig indflydelse, eller hun blev bortført med vold, eller hun var forelsket og dermed utilregnelig, eller også blev hun simpelthen overtalt. I alle tilfælde kan hun ifølge Gorgias ikke klandres for sin handling. Han sammenligner her sprogets magt til at påvirke menneskelig handling med de fysiske og metafysiske kræfter, som vi alle er underlagt. Gorgias' lovtale er derfor på en gang en hyldest til og en demonstration af sprogets overbevisningskraft.
I Forsvar for Palamedes forsvarer Gorgias en anden klassisk skurk, Palamedes, som forrådte sin herre Odysseus, og afslørede ham i at spille vanvittig for at undgå at rejse til Troja. Gorgias undersøger de mulige grunde, Palamedes kunne have haft til at forråde sin herre, og konkluderer med, at han ikke havde noget motiv, og heller ikke vandt noget ved sin handling.